# Шин, Ермолай
Ермолай Шин, корейский вариант — Шин Ён Сим (20 января 1922, Чендалаза, Приморская область — 20 ноября 1974, Ташкентская область) — звеньевой колхоза имени Димитрова Нижне-Чирчикского района Ташкентской области, Узбекская ССР. Герой Социалистического Труда (1951).

## Биография
Родился в 1922 году (по другим сведениям — в 1927 году) в крестьянской семье в деревне Чендалаза Ольгинского уезда.
В 1937 году вместе с родителями депортирован на спецпоселение в Ташкентскую область Узбекской ССР. В 1946 году окончил десять классов средней школы в колхозе имени Будённого Нижне-Чирчикского района. С 1947 года трудился учётчиком тракторного парка, звеньевым рисоводческого и полеводческого звеньев, бригадиром, заведующим участка в колхозе имени Димитрова Нижне-Чирчикского района.
В 1950 году полеводческое звено под руководством Ермолая Шина собрало в среднем с каждого гектара по 107,6 центнеров зеленцового стебля кенафа на участке площадью 10,2 гектаров. Указом Президиума Верховного Совета СССР от 22 мая 1951 года удостоен звания Героя Социалистического Труда «за получение в 1950 году высоких урожаев зеленцового стебля кенафа на поливных землях при выполнении колхозами обязательных поставок и контрактации сельскохозяйственной продукции, натуроплаты за работу МТС и обеспеченности семенами всех культур для весеннего сева 1951 года» с вручением ордена Ленина и золотой медали «Серп и Молот».
В 1964 году окончил заочное отделение Ташкентского сельскохозяйственного института.
Неоднократно участвовал в ВДНХ. В 1961 году избирался депутатом Краснооктябрьского сельсовета Аккурганского района и в 1971 году — депутатом Аккурганского районного Совета народных депутатов.
Скончался в ноябре 1974 года. Похоронен на кладбище бывшего колхоза имени Димитрова.
Награды
- Герой Социалистического Труда
- Орден Ленина — дважды (1950, 1951)
- Медаль «За трудовую доблесть» (1972)
- Медаль «В ознаменование 100-летия со дня рождения Владимира Ильича Ленина» (1970)
- Серебряная медаль ВДНХ — дважды (1962, 1972)
- Почётная Грамота Президиума Верховного Совета Узбекской ССР (1956)